# Västra Karaby distrikt
Västra Karaby distrikt är ett distrikt i Kävlinge kommun och Skåne län. 
Distriktet ligger vid kusten, väster om Kävlinge. 

## Tidigare administrativ tillhörighet
Distriktet inrättades 2016 och utgörs av en del av området Kävlinge köping omfattade till 1971, delen som före 1967 utgjorde socknen Västra Karaby socken.
Området motsvarar den omfattning Västra Karaby församling hade vid årsskiftet 1999/2000.